# Karl Kleppe
Karl Kleppe (* 7. Dezember 1889 in Düsseldorf; † 16. April 1945 ebenda) war Malermeister und ein Widerstandskämpfer gegen das NS-Regime.

## Widerstand in Düsseldorf
Im April 1945 beteiligte er sich an einer Aktion Düsseldorfer Bürger, um die Stadt kampflos an die vorrückenden amerikanischen Streitkräfte zu übergeben. Wenige Stunden vor der Befreiung Düsseldorfs wurde er zum Tod verurteilt und hingerichtet. (Siehe hierzu den Hauptartikel Aktion Rheinland).

## Ehrungen
Kleppe hat ein Ehrengrab auf dem Nordfriedhof in Düsseldorf. Nach ihm wurde die Karl-Kleppe-Straße in Düsseldorf-Golzheim benannt.